# ورود ممنوع
ورود ممنوع جزء نشان‌های بازدارنده یا انتظامی راهنمایی و رانندگی است. راننده در هنگام مشاهده این علامت باید از وارد شدن به گذر خیابانی شدیداً خودداری کند. این نشان در ایران نیز رایج است.